# Benque Viejo
Benque Viejo é uma cidade do distrito de Cayo, Belize. No último censo realizado em 2000, sua população era de 5.088 habitantes. Em meados de 2005, a população estimada da cidade era de 7.200 habitantes.